# Euphorbia arenaria
Euphorbia arenaria är en törelväxtart som beskrevs av Carl Sigismund Kunth. Euphorbia arenaria ingår i släktet törlar, och familjen törelväxter. Inga underarter finns listade i Catalogue of Life.